# 王峰 (1974年)
王峰（1974年1月—），河北张家口人。男，回族。1996年7月参加工作，1995年10月加入中国共产党。中华人民共和国政治人物。
曾任天津市北辰区委常委、纪委书记，天津市北辰区委副书记等职务。2017年4月，任共青团天津市委书记。现任天津市水务局党组成员、一级巡视员。